# Муасір Родрігес Сантус
Муасір Родрігес Сантус (порт. Moacir Rodrigues dos Santos, 21 березня 1970, Белу-Оризонті — 20 липня 2024, там само) — бразильський футболіст, що грав на позиції півзахисника.
Виступав, зокрема, за клуб «Атлетіко Мінейру», а також національну збірну Бразилії.

## Клубна кар'єра
У дорослому футболі дебютував 1988 року виступами за команду клубу «Атлетіко Мінейру», в якій провів п'ять сезонів. Убразильському чемпіонаті дебютував 4 вересня 1988 році у нічийному (0:0) матчі проти «Крузейру». У своєму дебютному сезоні зіграв 11 матчів, але влучними пострілами не відзначався. Наступного сезону зіграв у національному чемпіонаті 14 матчів. У сезоні 1990 року відзначився дебютним голом у Лізі Мінейро. А вже наступного сезону зіграв 17 иатчів у бразильській Серії A, в якій відзначився 3-ма голами. У сезоні 1992 року зіграв 12 матчів та відзначився 1 голом. Протягом 5 сезонів у складі «Атлетіко Мінейру» зіграв 64 матчі та відзначився 5-ма голами.
У 1993 році перейшов до «Корінтіанса», але оскільки контракт з клубом він підписав усього на один сезон, то по його завершенні залишив кеоманду. У сезоні 1993/94 років підписав контракт з клубом «Атлетіко», у складі якого зіграв 11 матчів та відзначився 1 голом. Після завершення сезону повернувся до «Корінтіанса», але під час сезону 1994/95 років знову поїхав до Іспанії, де підписав контракт з «Севільєю». У своєму дебютному сезоні за «роха-бланкос» зіграв 17 матчів. У сезоні 1995/96 років Моасір нарешті відзначився голом, але це сталося лише у 13-му турі. У 1996 році повернувся до Бразилії, де спочатку перейшов до «Інтернасьйонала», а потім підписав контракт зі своїм першим професіональним клубом, «Атлетіко Мінейру». Того сезону зіграв 16 матчів та відзначився 3-ма голами. Проте вже наступного сезону захищав кольори клубу «Фламенгу», у складі якого став переможцем Ліги Каріока 1997 року, а потім підсилив клуб «Португеза Деспортос». У «Португезі» дебютував 6 грудня 1997 року у нічийному (0:0) матчі проти «Фламенгу», кольори якого Моасір захищав до цього. Загалом у клубі «Португеза Деспортос» зіграв 21 поєдинок. У 1998 році протягом короткого періоду виступав у японському клубі «Верді Кавасакі».
З 1998 по 2002 рік захищав кольори клубу «Ітуано». Завершив професійну ігрову кар'єру у клубі «Убераба», за команду якого виступав протягом 2003—2003 років.

## Виступи за збірну
12 вересня 1990 року дебютував у складі національної збірної Бразилії у програному (0:3) товариському матчі проти Іспанії, а 9 листопада 1991 року зіграв свій останній поєдинок, програний (0:1) товариський поєдинок проти Уельсу. 7 квітня 1991 року Моасір відзначився єдиним голом у футболці національної збірної, у переможному (1:0) матчі проти Румунії Протягом кар'єри у національній команді, яка тривала усього 2 роки, провів у формі головної команди країни 6 матчів, забивши 1 гол.

## Клубна кар'єра
| Клубні виступи | Клубні виступи      | Клубні виступи | Ліга   | Ліга   |
| Сезон          | Клуб                | Ліга           | Матчі  | Голи   |
| Бразилія       | Бразилія            | Бразилія       | Ліга   | Ліга   |
| -------------- | ------------------- | -------------- | ------ | ------ |
| 1988           | Атлетіко Мінейру    | Серія A        | 11     | 0      |
| 1989           | Атлетіко Мінейру    | Серія A        | 14     | 0      |
| 1990           | Атлетіко Мінейру    | Серія A        | 10     | 1      |
| 1991           | Атлетіко Мінейру    | Серія A        | 17     | 3      |
| 1992           | Атлетіко Мінейру    | Серія A        | 12     | 1      |
| 1993           | Корінтіанс          | Серія A        | 0      | 0      |
| Іспанія        | Іспанія             | Іспанія        | Ліга   | Ліга   |
| 1993/94        | «Атлетіко» (Мадрид) | Ла-Ліга        | 11     | 1      |
| Бразилія       | Бразилія            | Бразилія       | Ліга   | Ліга   |
| 1994           | Корінтіанс          | Серія A        | 0      | 0      |
| Spain          | Spain               | Spain          | League | League |
| 1994/95        | Севілья             | Ла-Ліга        | 17     | 1      |
| 1995/96        | Севілья             | Ла-Ліга        | 13     | 1      |
| Бразилія       | Бразилія            | Бразилія       | Ліга   | Ліга   |
| 1996           | Атлетіко Мінейру    | Серія A        | 16     | 3      |
| 1997           | Португеза Деспортос | Серія A        | 21     | 0      |
| Японія         | Японія              | Японія         | Ліга   | Ліга   |
| 1998           | Верді Кавасакі      | Джей-ліга      | 26     | 0      |
| Країна         | Бразилія            | Бразилія       | 101    | 8      |
| Країна         | Іспанія             | Іспанія        | 41     | 3      |
| Країна         | Японія              | Японія         | 26     | 0      |
| Загалом        | Загалом             | Загалом        | 168    | 11     |

## Статистика у збірній
| національна збірна Бразилії | національна збірна Бразилії | національна збірна Бразилії |
| Рік                         | Матчі                       | Голи                        |
| --------------------------- | --------------------------- | --------------------------- |
| 1990                        | 3                           | 0                           |
| 1991                        | 3                           | 1                           |
| Загалом                     | 6                           | 1                           |

## Досягнення
- Чемпіон Південної Америки (U-20): 1988

- Турнір Ріо-Сан-Паулу
  -  Володар (1): 1997

- Ліга Мінейро
  -  Чемпіон (3): 1988, 1989, 1991 («Атлетіко Мінейру»)

- Ліга Каріока
  -  Чемпіон (1): 1997 («Фламенгу»)

- Кубок КОНМЕБОЛ
  -  Володар (1): 1992 («Атлетіко Мінейру»)